# Miagrammopes latens
Espèce
Miagrammopes latens est une espèce d'araignées aranéomorphes de la famille des Uloboridae.

## Distribution
Cette espèce est endémique des Antilles. Elle se rencontre à Cuba et à Hispaniola.

## Description
La femelle décrite par Bryant en 1940 mesure 7,0 mm.

## Publication originale
- Bryant, 1936 : Descriptions of some new species of Cuban spiders. Memorias de la Sociedad Cubana de Historia Natural Felipe Poey. vol. 10, p. 325-332.